# Дансько-іранські відносини
Датсько-іранські відносини — двосторонні дипломатичні відносини між Данією та Іраном. Держави є членами Організації Об'єднаних Націй.

## Історія
У 1691 перший іранський посланець прибув до Данії, щоб домовитися про звільнення вантажу бенгальського корабля, захопленого данським флотом, що належить Ірану. Іранський дипломат отримав дипломатичні повноваження від шахіншаха Солеймана Сефі і розпочав переговори з королем Данії Крістіаном V.
У 1933 в Тегерані відкрито данське консульство, яке пізніше перетворили на посольство.
У тому ж 1933 почалося технічне співробітництво після прибуття в Іран данських інженерів. У тому ж році підписано контракт із данською інженерною фірмою Kampsax на будівництво трансіранської залізничної лінії. Через п'ять років, 25 серпня 1938, відбулося відкриття залізничної лінії Північ-Південь.
У 1958 Іран відкрив посольство в Копенгагені. Зокрема, дипломатична місія в Копенгагені відкрита 19 лютого 1959, а Алі Асгар Насе був призначений послом Ірану.
У 2006 внаслідок полеміки навколо карикатур на пророка Мухаммеда посольство Данії в Ірані зазнало нападу з боку протестувальників, таким чином погіршилася політична та економічна взаємодія між двома країнами.
30 жовтня 2018 Данська служба безпеки і розвідки оголосила про підозри, що іранські спецслужби діють у Данії і що вони планують убити лідера Руху арабської боротьби за звільнення Ахваза, що живе там. У відповідь Данія відкликала свого посла в Тегерані.